# Singapore Exchange
Singapore Exchange Limited (SGX: S68

) er en børsvirksomhed i Singapore, som tilbyder forskellige handelsmuligheder indenfor værdipapirer. SGX er medlem af World Federation of Exchanges og Asian and Oceanian Stock Exchanges Federation

## Divisioner
SGX driver forskellige divisioner med forskellige ansvarsområder.
- SGX ETS (Electronic Trading System): Tilbyder global handelsadgang til SGX-markederne. 80 % af kunderne kommer ikke fra Singapore.[4]
- SGX DT (Derivatives Trading): tilbyder derivathandel.[5]
- SGX ST (Securities Trading): Tilbyder værdipapirhandel.[6]
- SGX DC (Derivatives Clearing)[7]
- SGX AsiaClear[8]
- SGX Reach: En elektronisk handelsplatform.[9]
- Central Depository Pte Ltd[10]

## Historie
SGX blev etableret 1. december 1999 som et holdingselskab. Dette skete ved en sammenlægning af de tidligere børser: Stock Exchange of Singapore (SES), Singapore International Monetary Exchange (Simex) og Securities Clearing and Computer Services Pte Ltd (SCCS).